# UFuture
UFuture – holding inwestycyjny z aktywami w zakresie nieruchomości, infrastruktury, przemysłu, energii odnawialnej, farmaceutyków i IT. Holding został założony w 2017 roku przez ukraińskiego biznesmena Wasyla Chmielnickiego. Siedziba firmy znajduje się w Limassol na Cyprze, a przedstawicielstwo znajduje się w Brukseli w Belgii.

## Historia
UFuture została założona w 2017 roku przez ukraińskiego inwestora i przedsiębiorcę Wasyla Chmielnickiego w celu zjednoczenia zdywersyfikowanych biznesów w ramach jednego holdingu.
Od 2017 roku prezesem UFuture jest ukraiński menedżer Nicholas Tymoshchuk.
W 2019 roku Chmielnicki dzielił zarządzanie wspólnymi projektami inwestycyjnymi z Andrijem Iwanowem.

## Posiadanie aktywów
UFuture jest większościowym udziałowcem następujących ukraińskich firm:
- Firma deweloperska UDP (rozwój dużych projektów infrastrukturalnych)[7][8];
- Port lotniczy Kijów-Żulany[9][10].

Firma jest również inwestorem strategicznym w:
- UDP Renewables, firma zajmująca się energią odnawialną, posiadająca elektrownię wiatrową i słoneczną na Ukrainie;
- Międzynarodowa firma farmaceutyczna Biopharma (producent określonych leków immunobiologicznych)[11][12];
- Bila Tserkva Industrial Park (zagospodarowanie nieruchomości przemysłowych i magazynowych)[13].

UFuture współtworzy:
- UNIT.City (park innowacji w Kijowie i Charkowie (rozwój przedsiębiorstw technologicznych poprzez wykorzystanie nieruchomości do różnych celów);
- UNIT School of Business (USB) (program edukacyjny według metodologii Uniwersytetu Kalifornijskiego w Berkeley)[14];
- Park innowacji LvivTech.City na zachodniej Ukrainie (infrastruktura do pracy, nauki i rekreacji);
- ETernalna grupa firm informatycznych i rozwiązań technologicznych w zakresie ekosystemów;
- Ukraiński producent nowoczesnych systemów elektrycznych Plank Electrotechnic;
- firma informatyczna produktowa w zakresie EduTech ucode IT-Academy (szkolenia offline i online w celu szkolenia specjalistów w zakresie IT).